# Cheiracanthium cretense
Cheiracanthium cretense är en spindelart som beskrevs av Roewer 1928. Cheiracanthium cretense ingår i släktet Cheiracanthium och familjen sporrspindlar. Inga underarter finns listade i Catalogue of Life.